# Virginia (Minnesota)
Virginia – miasto w Stanach Zjednoczonych, w stanie Minnesota, w hrabstwie St. Louis.